# 抚顺广播电视台
抚顺广播电视台是中華人民共和國辽宁省抚顺市的一家廣播電視播出機構。

## 旗下资产

### 电视频道
| 頻道名稱 | 语言   | 广播格式                    | 啟播時間           | 频道前身   | 備註                                                                   | 備註 |
| 综合频道 | 普通話 | SD: PAL 576i 16:9 HD：1080i | HD：2023年12月26日 | 抚顺电视台 | 抚顺市第一個无线電視頻道，以新聞、時事、專題類節目為主的综合性電視頻道 |      |
| 教育频道 | 普通話 | SD: PAL 576i 16:9 HD：1080i | HD：2023年12月26日 |            | 以科学教育类節目為主的電視頻道                                         |      |

### 广播频率
| 頻道名稱     | 语言   | 广播格式    | 啟播時間 | 频道前身 | 備註                                                               |
| 综合广播     | 普通话 | FM 93.0MHz  |          |          | 以新聞、公益、服務、監督類節目為主的綜合頻率                       |
| 经济交通广播 | 普通话 | FM 106.1MHz |          |          | 主要為駕車人士服務的頻率，提供路況播報、生活及经济資訊、服務類節目 |
| 音乐广播     | 普通话 | FM 90.1MHz  |          |          | 主要提供文化娛樂新聞、文學、音樂、娛樂節目                         |